# 奥克兰东郊职业足球俱乐部
奥克兰东郊职业足球俱乐部（英文：Eastern Suburbs Association Football Club），简称奥克兰东郊，是一家位于新西兰奥克兰的职业足球俱乐部，目前征战于新西兰足球锦标赛。

## 荣誉
- 新西兰足球锦标赛
  - 冠军 (1): 2018–19
- 查塔姆杯
  - 冠军 (6): 1951, 1953, 1965, 1968, 1969, 2015
- 新西兰国家足球联赛
  - 冠军 (1): 1971
- 新西兰北部地区超级联赛
  - 冠军 (3): 1965, 1966, 2015
- 奥克兰足总杯
  - 冠军 (7): 1948, 1950, 1951, 1952, 1953, 1957, 1962